# Berthold Naarmann
Berthold Naarmann (* 31. März 1930 in Oelde; † 7. September 2017 in Paderborn) war ein deutscher Bankmanager.

## Leben

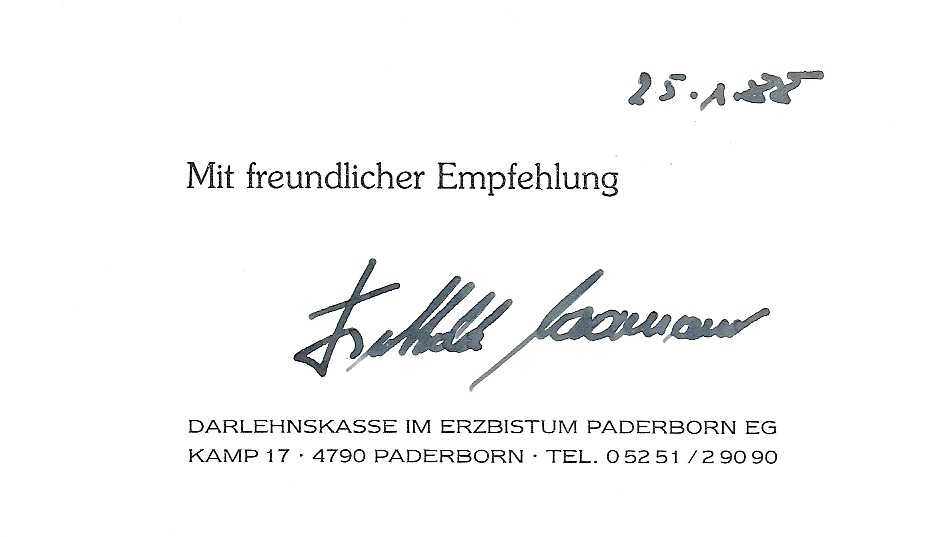
Visitenkarte mit Unterschrift von Berthold Naarmann (25. Jan. 1988)

Berthold Naarmann war 1972 Gründungsvorstand der Darlehenskasse im Erzbistum Paderborn eG und bis 1998 geschäftsführendes Vorstandsmitglied, davon lange Vorstandsvorsitzender der Bank. Er initiierte 1998 die Neuorganisation zur Bank für Kirche und Caritas eG.
Von 1999 bis 2006 war er Vorsitzender des Caritasverbandes Paderborn. Er war langjähriger Diözesanfinanzkurator des Malteser Hilfsdienstes im Erzbistum Paderborn.
Berthold Naarmann engagierte sich für zahlreiche Sozialprojekte im Heiligen Land. 1980 wurde er von Kardinal-Großmeister Maximilien de Fürstenberg zum Ritter des Ritterordens vom Heiligen Grab zu Jerusalem ernannt und am 10. Mai 1980 im St.-Paulus-Dom in Münster durch Franz Kardinal Hengsbach, Großprior der deutschen Statthalterei, in den Päpstlichen Laienorden investiert. Zuletzt war er Komtur des Ordens. Er war Mitglied im Deutschen Verein vom Heiligen Lande.
Berthold Naarmann war seit 1967 verheiratet mit der Historikerin Margit Naarmann geb. Siebers (1930–2016); aus der Ehe stammen zwei Kinder.

## Ehrungen und Auszeichnungen
- Ritter vom Heiligen Grab zu Jerusalem (1980)
- Komtur vom Heiligen Grab zu Jerusalem (1993)
- Goldene Ehrennadel des Deutschen Genossenschafts- und Raiffeisenverbandes (1997)
- Ritter des Ordens des heiligen Gregor des Großen (2006)
- Verdienstkreuz am Bande des Verdienstordens der Bundesrepublik Deutschland

sowie weitere Auszeichnungen